# Phòng khám

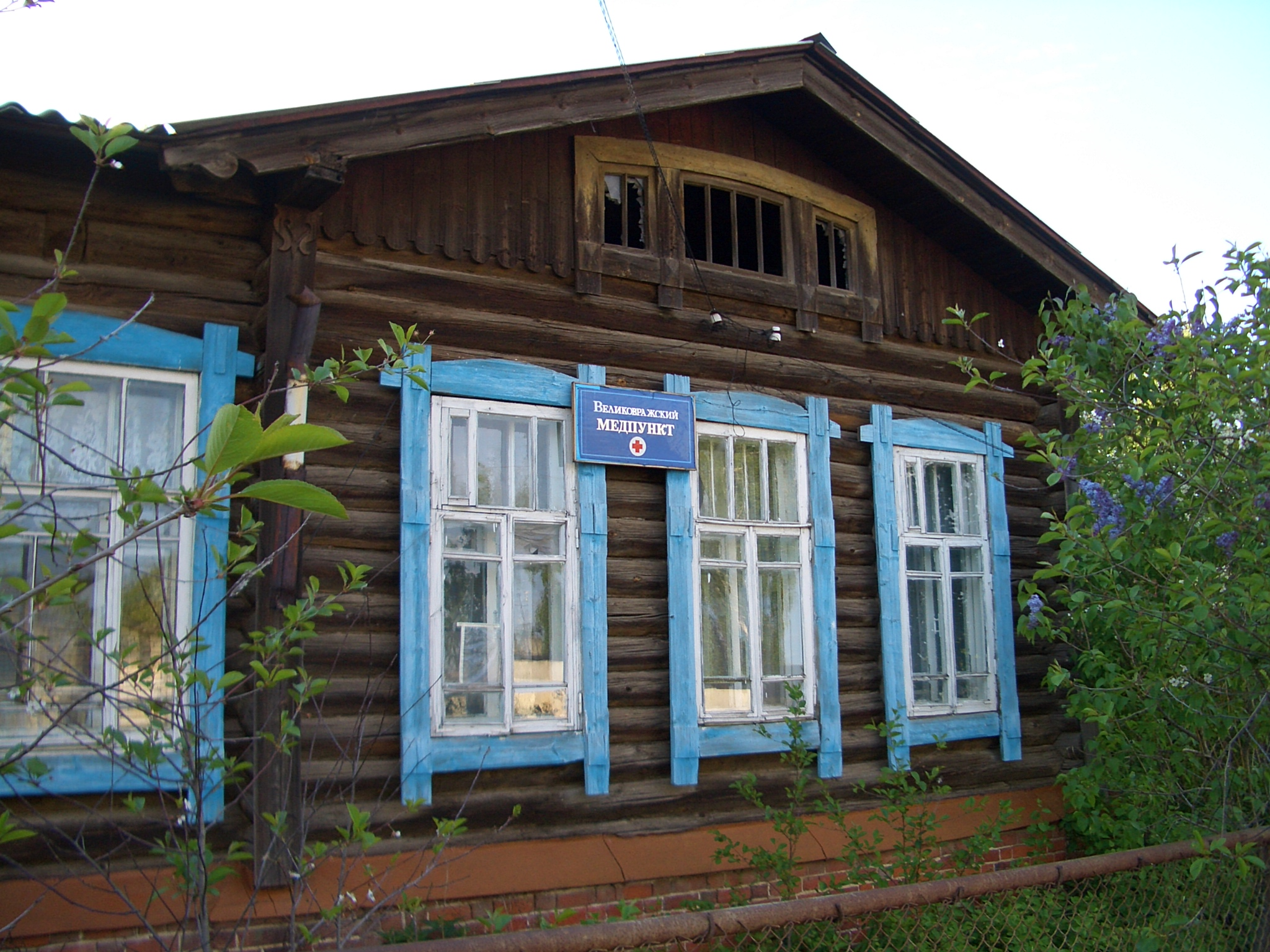
Một phòng khám

Phòng khám hay phòng mạch hoặc phòng khám ngoại trú, phòng khám chăm sóc cấp cứu là một cơ sở chủ yếu dành cho việc chăm sóc bệnh nhân ngoại trú hay nói cách khác, một phòng khám nói chung là một kiểu bệnh viện cung cấp chẩn đoán hoặc điều trị một cộng đồng chung mà bệnh nhân thường không ở lại qua đêm. Phòng khám có thể được tư nhân điều hành và được quản lý công khai, hình thành do tài trợ, và thường bao gồm các dịch vụ chăm sóc sức khỏe chủ yếu của cộng đồng địa phương, trái ngược với các bệnh viện lớn nơi thực hiện các phương pháp điều trị chuyên ngành và cho bệnh nhân nội trú cho ở lại qua đêm.

## Đặc điểm
Phòng khám thường kết hợp với thực hành y tế nói chung và thường là phòng khám đa khoa, phòng khám được điều hành bởi một hoặc một số bác sĩ đa khoa hoặc người quản lý hành nghề Vật Lý Trị Liệu. Một số phòng khám hoạt động bởi người sử dụng lao động, tổ chức chính phủ hoặc các bệnh viện và một số dịch vụ lâm sàng bên ngoài của các công ty tư nhân, chuyên cung cấp dịch vụ y tế.
Chức năng của phòng khám sẽ khác đối với nước này hay nước khác. Ví dụ, một thực tế chung của địa phương được điều hành bởi một bác sĩ duy nhất cung cấp dịch vụ chăm sóc sức khỏe ban đầu, và thường sẽ được hoạt động như là một doanh nghiệp vì lợi nhuận của chủ sở hữu trong khi một phòng khám chuyên gia chính phủ có thể cung cấp trợ cấp chăm sóc y tế chuyên sâu.
Một số trạm y tế (trạm xá) có chức năng như là một nơi cho những người bị chấn thương hoặc bệnh tật đến và được nhìn thấy bằng cách phân loại y tá hoặc nhân viên y tế khác. Trong những phòng khám này, thương tích hay bệnh tật không nghiêm trọng đủ để đảm bảo phải chuyển đến một phòng cấp cứu, nhưng có thể được chuyển đến nếu có yêu cầu. Điều trị tại các phòng khám này thường ít tốn kém hơn.

## Loại hình
Có rất nhiều loại phòng khám khác nhau như phòng khám cung cấp dịch vụ ngoại trú. Phòng khám này có thể là công cộng (chính phủ tài trợ) hoặc của tư nhân. Ở Hoa Kỳ có những phòng khám miễn phí cung cấp chăm sóc y tế miễn phí hoặc chi phí thấp cho những người không có bảo hiểm. Một phòng khám phá thai là một cơ sở y tế cung cấp dịch vụ y tế liên quan đến phá thai và phụ nữ. Một phòng khám phẫu thuật ngoại trú cung cấp cho bệnh nhân ngoại trú hoặc các dịch vụ phẫu thuật cùng một ngày, thường là các thủ tục phẫu thuật ít phức tạp hơn so với những người nhập viện yêu cầu.